# Zhongshan Shuiku
Zhongshan Shuiku (kinesiska: 中山水库, 中山湖) är en reservoar i Kina. Den ligger i provinsen Jiangsu, i den östra delen av landet, omkring 54 kilometer sydost om provinshuvudstaden Nanjing. Zhongshan Shuiku ligger 22 meter över havet. Arean är 4,1 kvadratkilometer. Trakten runt Zhongshan Shuiku består till största delen av jordbruksmark. Den sträcker sig 3,9 kilometer i nord-sydlig riktning, och 2,8 kilometer i öst-västlig riktning.
Genomsnittlig årsnederbörd är 1 331 millimeter. Den regnigaste månaden är juli, med i genomsnitt 251 mm nederbörd, och den torraste är december, med 37 mm nederbörd.